# Вагон промышленного транспорта

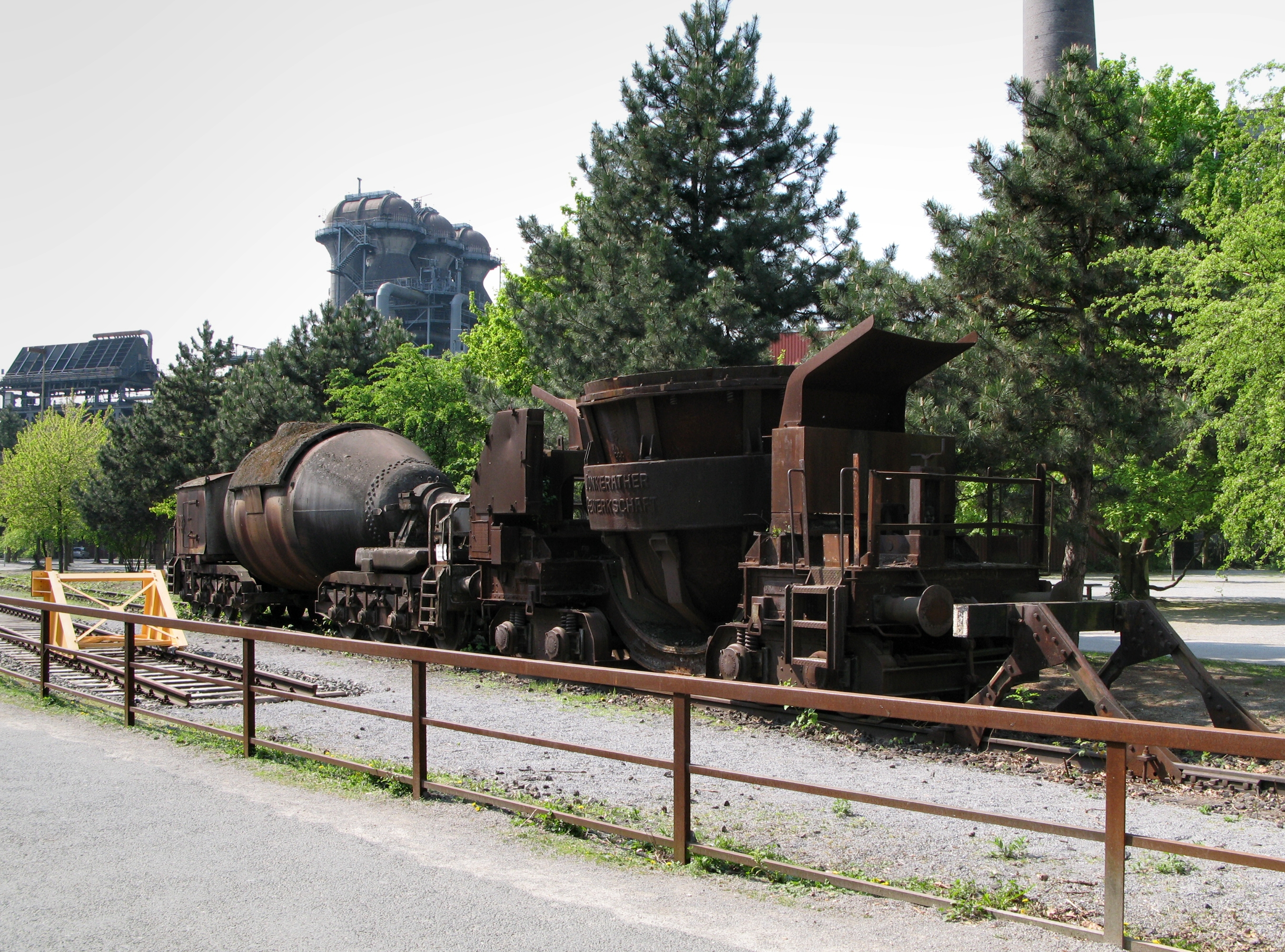
Специализированные вагоны промышленного транспорта (чугуновоз и шлаковоз).

Вагон промышленного транспорта — грузовой вагон, предназначенный для внутренних и технологических перевозок преимущественно в горнодобывающей, металлургической и химической промышленности. Вагоны промышленного транспорта также используются в карьерах, на заводах, фабриках, строительных площадках.

## Требования

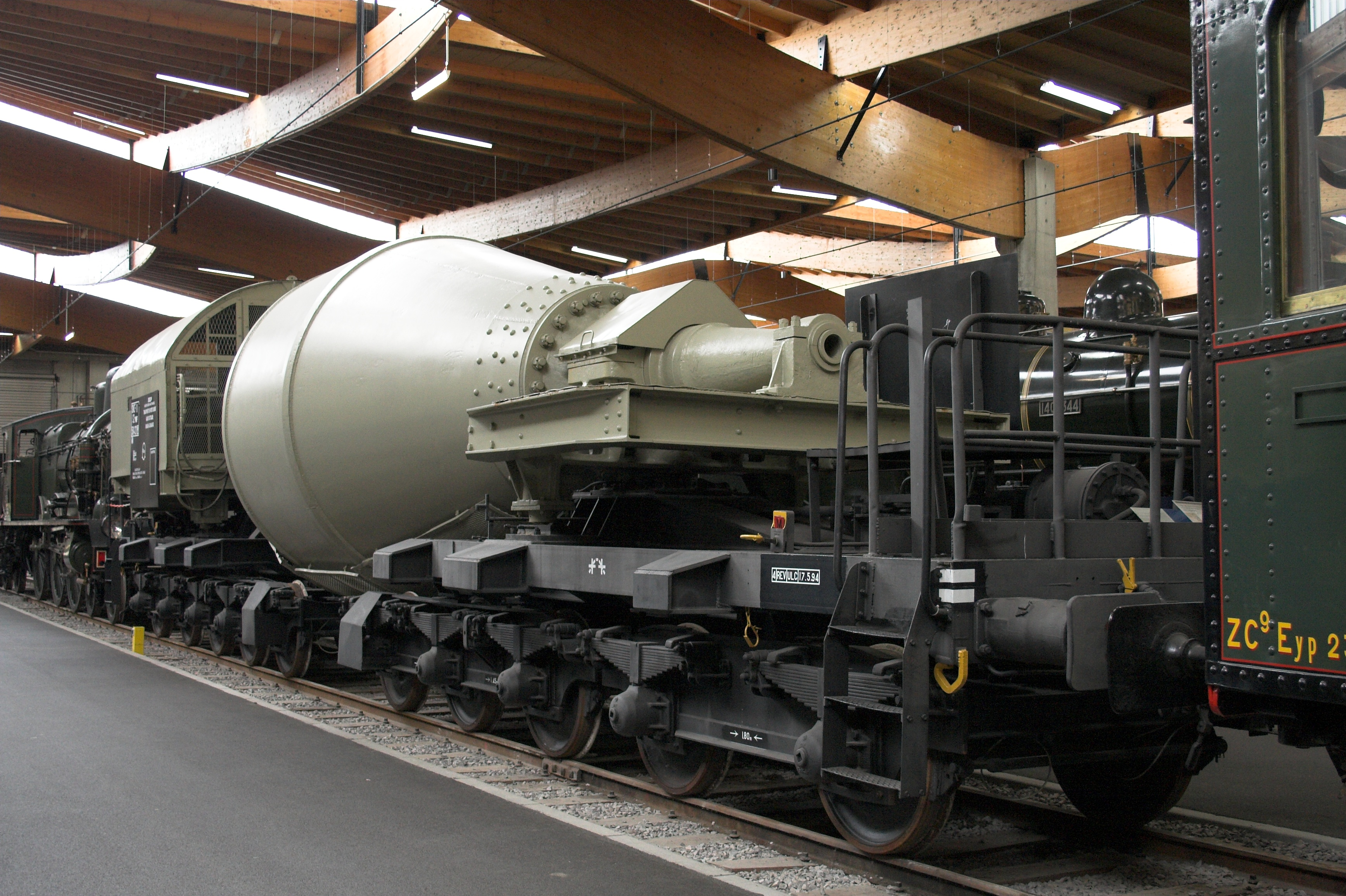
Вагон для перевозки расплавленного металла

К вагонам промышленного транспорта предъявляются следующие требований:
- сохранность груза и его свойств
- восприятие частых ударных и температурных воздействий груза
- механизация погрузки и выгрузки
- взвешивание и дозирование груза
- взаимодействие с технологическими агрегатами и установками предприятия.

## Классификация

Полувагон для торфа ТСВ6А

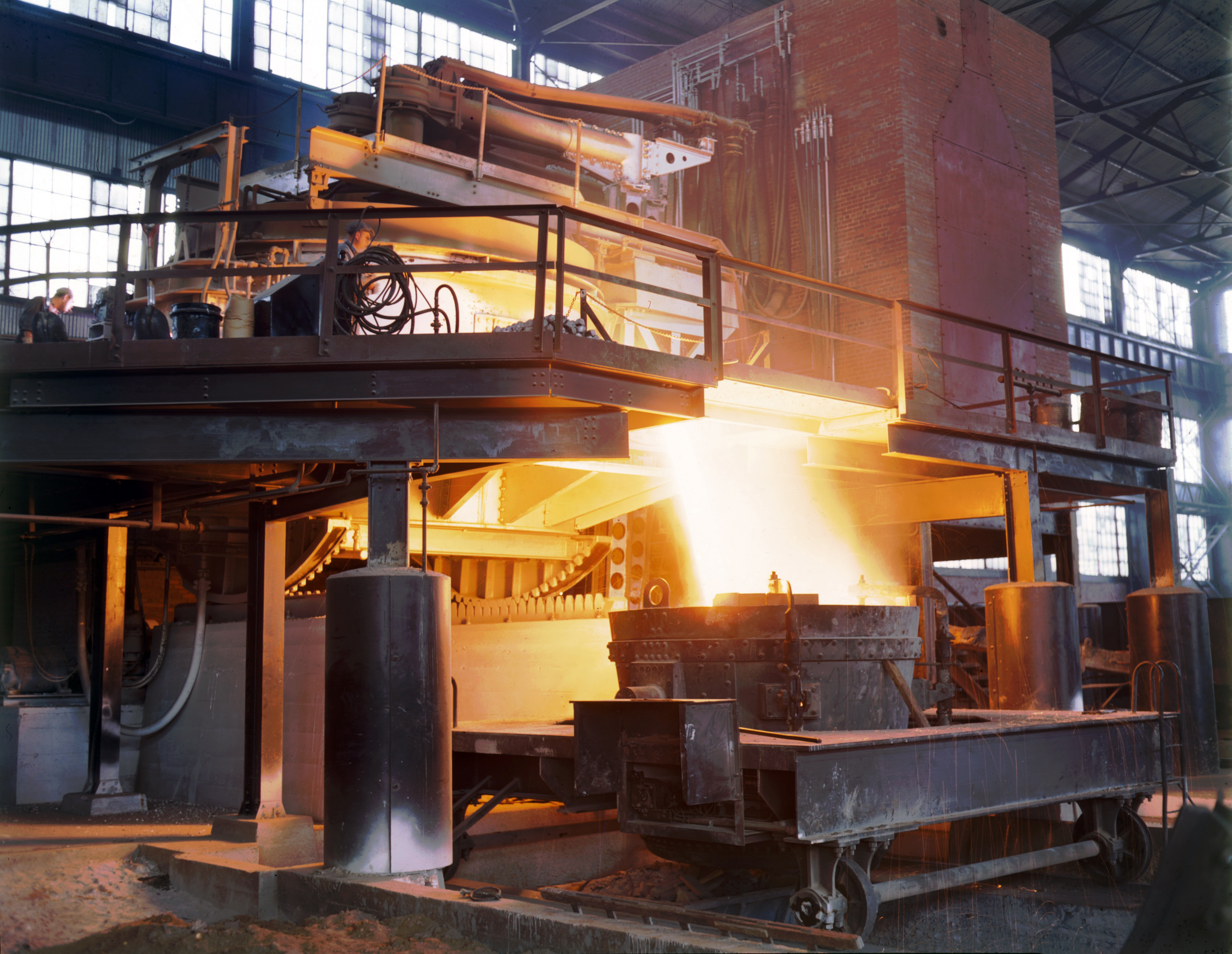
Платформа с изложницей

Вагоны промышленного транспорта многообразны по типам и конструкциям:
- В зависимости от места эксплуатации различают вагоны промышленного транспорта:
  - допускаемые по техническим характеристикам к выходу на пути общего пользования
  - предназначенные для эксплуатации только на путях промышленных предприятий

- По осевой нагрузке различают:
  - 220—350 кН
  - свыше 350 кН

- Специализированные вагоны промышленного транспорта, предназначенные для перевозок одного или нескольких близких по физико-химическим свойствам грузов и обеспечивающие особые условия перевозки, погрузки и выгрузки:
  - хопперы
  - цистерны
  - платформы для перевозки горячего чушкового чугуна, тяжеловесной обрези, скрапа
  - вагоны-самосвалы
  - вагоны для апатита
  - полувагоны для торфа
- Специальные вагоны промышленного транспорта, предназначенные для выполнения технологических перевозок грузов только одного вида и обслуживания технологических агрегатов, установок и оборудования предприятия (например разливочных машин, коксотушильных установок). Специальные вагоны эксплуатируются на построенных для них железнодорожных путях у агрегатов и обычно не выходят на общезаводские пути. К ним относят:
  - трансферкары (вагоны-самосвалы)
  - вагоны-весы
  - шлаковозы
  - чугуновозы
  - платформы для мульд и изложниц
  - коксотушильные вагоны

## Конструктивные особенности

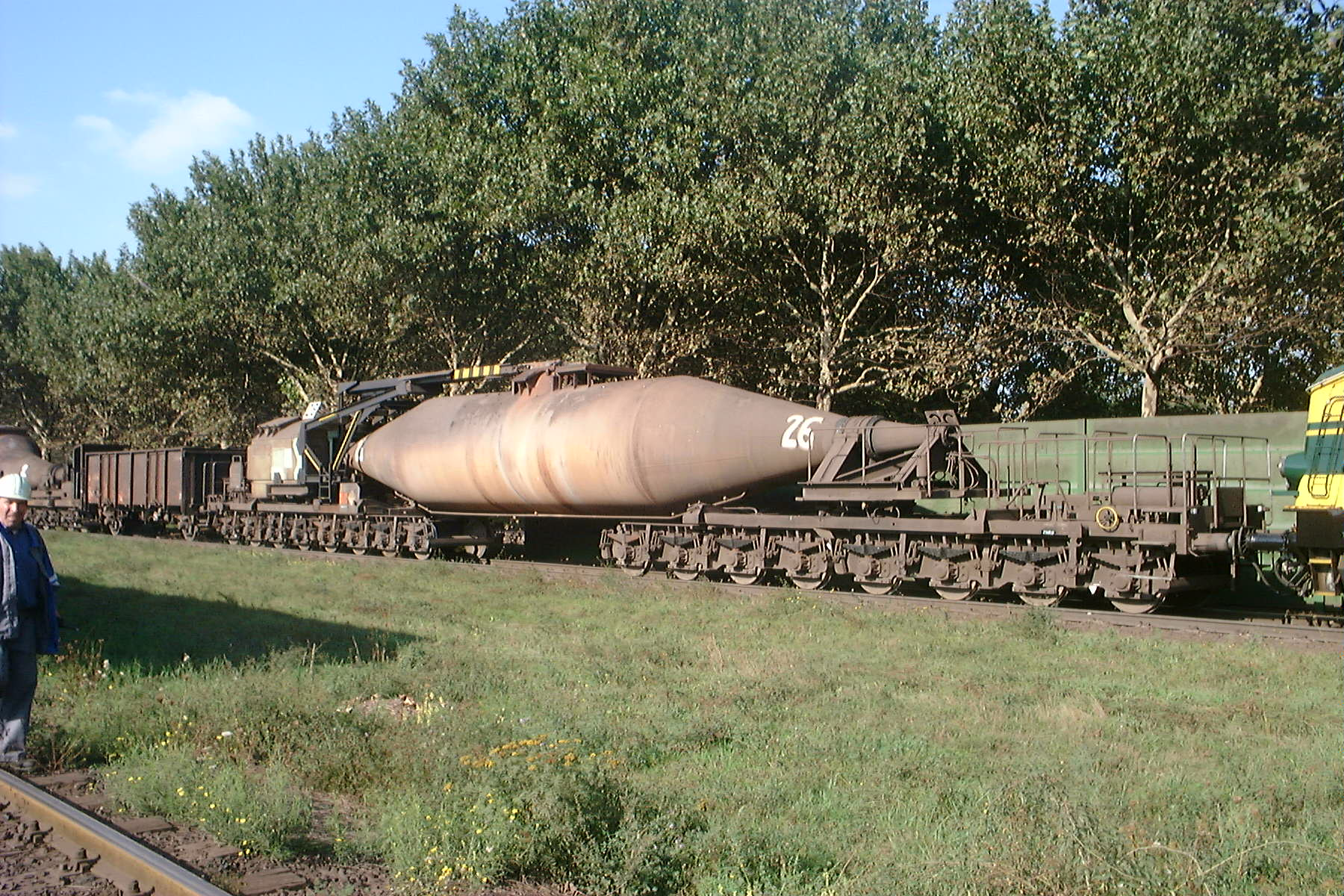
Вагон для перевозки расплавленного металла в Бельгии

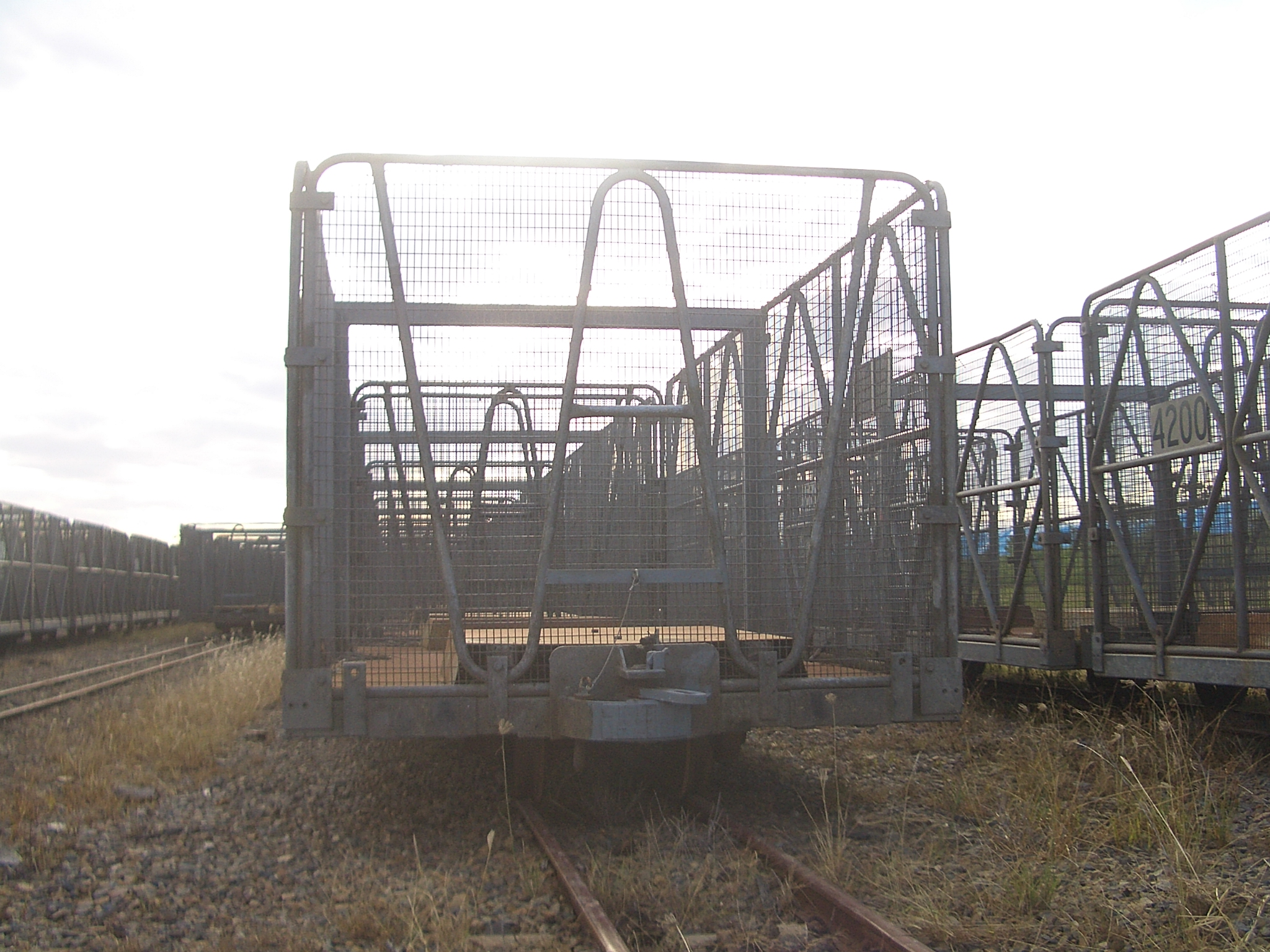
Вагоны для сахарного тростника, Квинсленд

Вагоны промышленного транспорта имеют, как правило, специальные кузова и оборудованы различными системами, механизмами и устройствами, которые соответствуют перевозимому грузу, условиям работы и назначению вагона.
Для перевозки горячих рудных окатышей, агломерата, кокса при температуре 600—800 °С, торфа, угля, медной руды в основном используют хопперы с автоматической разгрузкой и механизмами открывания люков.
Транспортировку жёлтого фосфора, сжиженых газов, кислот и других химических грузов осуществляют в специальных цистернах.
В вагонах-самосвалах для перевозки вскрышных рыхлых, полускальных и скальных пород, а также руд, угля, гравия, щебня, песка и других сыпучих и навалочных грузов разгрузка возможна на любую сторону при наклоне кузова и открывании продольного борта вагона. Такие вагоны обычно оборудованы пневмосистемой разгрузки, механизмом открывания бортов, дистанционной системой управления разгрузкой, устройствами для контроля положения кузова на раме и схода колёсных пар с рельсов.
Самоходные трансферкары и вагоны-весы для руды, кокса и шихтовых материалов саморазгружающиеся, имеют электропривод и оборудованы системами открывания крышек бункеров, дозирования и взвешивания.
Коксотушильные вагоны строят с открытым кузовом с односкатным днищем, армированным плитами из жаростойкого чугуна, оборудованы механизмами для открывания крышек разгрузочных люков.
На шлаковозах и чугуновозах установлены цилиндрические, грушевидные или конические ковши с круглым или овальным сечением верхней части, футерованные огнеупорным кирпичом. Шлаковозы оборудованы механизмом наклона ковша при разгрузке.